# Stefan Lindqvist
Stefan Lindqvist (* 18. März 1967; † 1. März 2020) war ein schwedischer Fußballspieler. Der Mittelfeldspieler, der zwischen 1989 und 1990 in fünf Spielen für die schwedische Nationalmannschaft antrat, lief in Schweden, der Schweiz, China, Schottland und Norwegen auf.

## Werdegang
Lindqvist debütierte in der Spielzeit 1986 an der Seite von Jon Jönsson, Mats Jingblad und Per Olsson für Halmstads BK in der Allsvenskan. Bereits in der folgenden Spielzeit hatte er sich im Kader der Wettkampfmannschaft etabliert und stand in allen 22 Saisonspielen auf dem Spielfeld, der Klub stieg jedoch als Tabellenvorletzter gemeinsam mit IF Elfsborg in die Zweitklassigkeit ab. Unter dem neu verpflichteten Trainer Stuart Baxter gehörte er zu den Stammkräften, die den direkten Wiederaufstieg in die erste Liga forcierten. In der Spielzeit 1989 erzielte er acht Saisontore und führte damit gleichauf mit Tommy Frejdh die vereinsinterne Torschützenliste an. Während der Verein als Tabellenfünfter nur knapp die Meisterschaftsendrunde verpasste, hatte er sich somit im Saisonverlauf in den Notizblock des Nationaltrainers Olle Nordin gespielt. Bei der 2:4-Niederlage gegen Frankreich im August 1989 debütierte er als Einwechselspieler für Mats Magnusson in der Auswahlmannschaft, sein Debüt krönte er mit dem Tor zum 2:2-Zwischenstand. In den folgenden Partien im Rahmen der Qualifikation zur Weltmeisterschaft 1990 gehörte er zum Kader, bei den Erfolgen über Albanien und Polen wirkte er als Einwechselspieler beim Erreichen der Endrundenteilnahme als Qualifikationsgruppensieger vor England mit. Im April des folgenden Jahres verletzte sich Lindqvist vor den WM-Vorbereitungsspielen gegen Wales und Finnland, der nachnominierte Tomas Brolin nutzte seine Chance und verdrängte ihn aus dem WM-Kader.
Im Sommer 1990 verließ Lindqvist erstmals Schweden und wechselte zum Schweizer Klub Neuchâtel Xamax. Sein Aufenthalt in der Nationalliga A währte jedoch nur kurz, bereits Anfang 1991 wechselte er zum amtierenden schwedischen Meister IFK Göteborg in sein Heimatland zurück. Mit der von Roger Gustafsson betreuten Mannschaft belegte er am Ende der regulären Saison der Spielzeit 1991 den ersten Tabellenplatz. In der Meisterschaftsendrunde gehörte er neben Johnny Ekström, Ola Svensson und Peter Eriksson zu den vier Spielern, die als Torschützen erfolgreich waren. Mit fünf Treffern führte er den Klub zur Titelverteidigung. Auch die folgenden Jahre gestalteten sich erfolgreich. Zwar verpasste der Klub die Titelverteidigung in der Meisterschaft als Tabellensechster deutlich, in der UEFA Champions League 1992/93 erreichte er nach Erfolgen über Beşiktaş Istanbul und Lech Posen die seinerzeit acht Mannschaften umfassende Gruppenphase. Hinter dem mit sechs Siegen dominierenden AC Mailand Gruppenzweiter verpasste er zwar das Endspiel mit sechs Pluspunkten deutlich, hatte sich aber Anerkennung erspielt.
In der Spielzeit 1993 lieferte sich Lindqvists Mannschaft mit IFK Norrköping ein Duell um den Meistertitel, letztlich setzte sie sich mit fünf Punkten Vorsprung auf den Vizemeister durch. Damit war der Klub zu seinem 90. Geburtstag 1994 wieder für die europäische Königsklasse qualifiziert und sorgte dort für eine Überraschung. In der Gruppenphase der UEFA Champions League 1994/95 traf die Mannschaft auf den FC Barcelona, Manchester United und Galatasaray Istanbul, nach vier Siegen und einem Unentschieden qualifizierte sie sich als Gruppensieger fürs Viertelfinale. Dort scheiterte sich aufgrund der Auswärtstorregel am deutschen Vertreter FC Bayern München. Im November 1994 hatte der Klub bereits erneut den Meistertitel verteidigt, bis 1996 gelang der Titelhattrick in Schweden. Lindqvist war dabei jeweils Stammkraft und gehörte entsprechend zu den 14 ausgezeichneten Meisterspielern. Der Erfolg wirkte sich auch auf die Mannschaftszusammensetzung aus, etliche Spieler folgten Angeboten aus europäischen Profiligen.
Auch Lindqvist zog es Anfang 1997 erneut ins Ausland, er nahm ein Angebot des chinesischen Klubs Dalian Wanda an. Bereits nach kurzer Zeit kehrte er jedoch nach Europa zurück, die Spielzeit 1997 bestritt er erneut für den IFK Göteborg und wurde Vizemeister. Im März 1998 holte der finnische Trainer Harri Kampman ihn zum FC Motherwell. Zwar erreichte er mit der Mannschaft den Klassenerhalt, am Saisonende erteilte der Klub ihm die Freigabe. Daraufhin wechselte er nach Norwegen zu Strømsgodset IF. 1999 kehrte er zum IFK Göteborg zurück, beendete dort jedoch im selben Jahr seine aktive Laufbahn.

## Leben
Lindqvist litt an Amyotropher Lateralsklerose (ALS) und starb daran im Alter von 52 Jahren.

## Erfolge
- Schwedischer Meistertitel: 1991, 1993, 1994, 1995, 1996
- Schwedischer Pokalsieger: 1992